# Samuel Arthur von Haber

Samuel Arthur von Haber

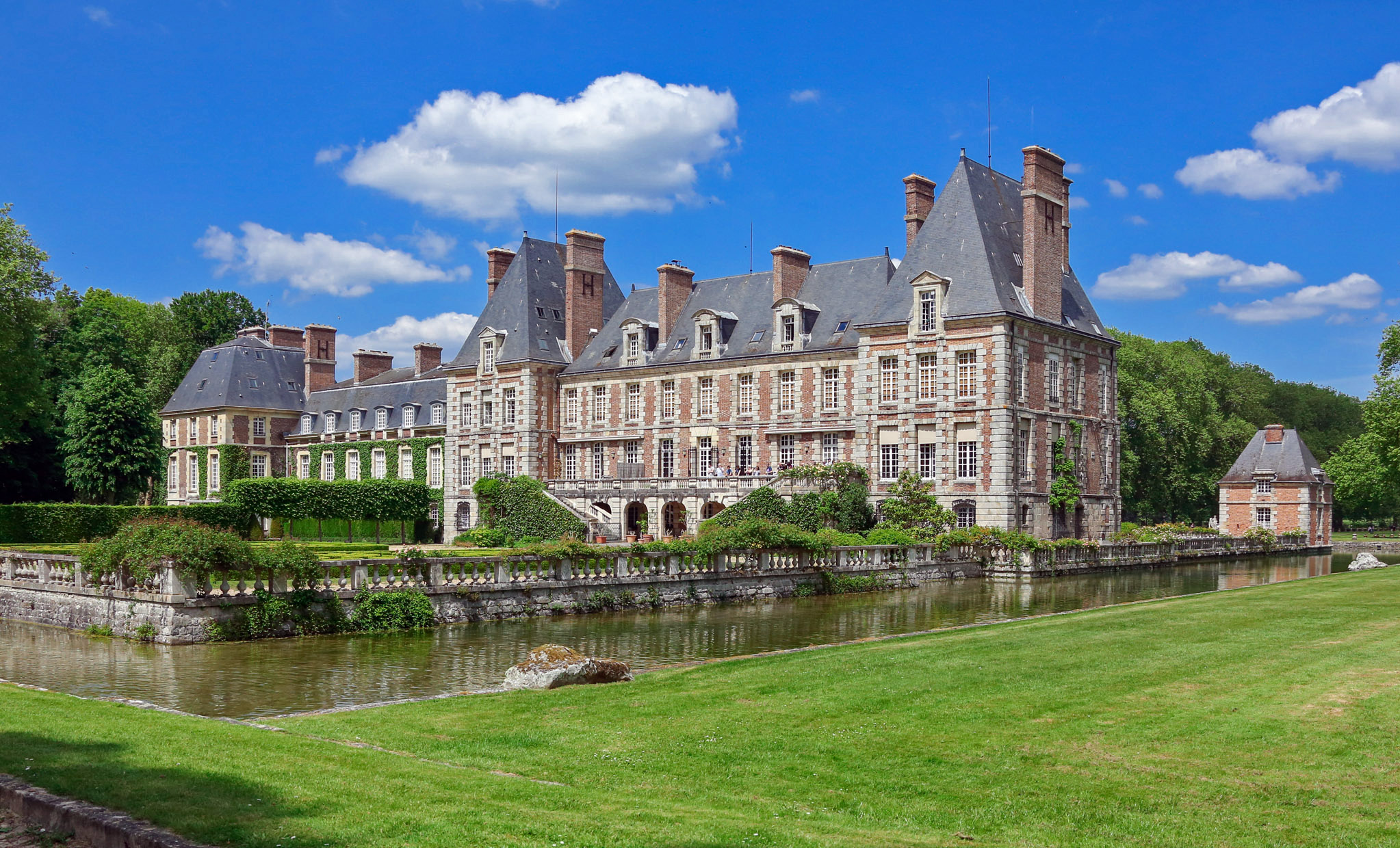
Schloss Courances, südöstlich von Paris

Samuel Arthur von Haber (6. März 1812 in Karlsruhe – 9. Juni 1892 in Paris) war ein deutscher Bankier.
Er war der Sohn des Bankiers Salomon von Haber (1764–1839) und seiner Frau Friederieke Model (1773–1831). Samuel von Haber, der aus einer armen jüdischen Familie in Breslau stammte, war Finanzier des Großherzogs von Baden und wurde 1829 nobilitiert. Sein Sohn Samuel Arthur erhielt zusätzlich den Adelstitel Freiherr von Österreich.
Samuel Arthur von Haber war verheiratet mit Julie  Angelika Beer (1824–1880), der Tochter von Wilhelm Beer und dessen Ehefrau Doris, geborenen Schlesinger.
Mit seinem Schwiegersohn Octave de Béhague ließ Samuel Arthur von Haber das Schloss Courances wiederherstellen. Bei seinem Tod hinterließ er das Schloss seiner ältesten Enkelin Berthe, einer Tochter von Habers einzigem Kind Laura Fanny Sophie (1843–1885) aus der Ehe mit Octave de Béhague.
Nach einem Börsen- und Handelsbericht aus 1893 hinterließ Haber ein Vermögen von 239.000 Pfund.